# 密氏小銀漢魚
密氏小銀漢魚，為輻鰭魚綱銀漢魚目擬銀漢魚科的其中一種，分布於中西大西洋宏都拉斯、哥斯大黎加與哥倫比亞淡水、半鹹水及海域，為熱帶魚類，體長可達5.5公分，棲息在河口及沿海，以昆蟲及藻類為食，生活習性不明。